# Deiver Machado
Deiver Machado, né le 2 septembre 1993 à Tadó en Colombie, est un footballeur international colombien évoluant au poste de défenseur au RC Lens.

## Biographie

### Carrière en club

#### Débuts professionnels à l'Atlético Nacional
Formé à l'Atlético Nacional Deiver Machado évolue alors en tant qu'ailier gauche. Il fait ses débuts en tant que professionnel le 27 octobre 2013 dans un match comptant pour la Liga BetPlay Dimayor face au Boyacá Chicó Fútbol Club, la rencontre sera soldée par une défaite 0-1. 

#### Alianza Petrolera
La saison suivante, il est prêté à l'Alianza Petrolera , club dans lequel il s'est illustré tout au long de la saison.  Il fera ses débuts le 3 mars 2014, lors de la victoire 2-1 face au Deportivo Cali . Il jouera 19 matchs dans l'année avec le club sans marquer de but mais avec une performance exceptionnelle.

#### Millonarios FC
Début 2015, il signe au Millonarios Fútbol Club , sollicité par l'entraîneur argentin Ricardo Lunari. Machado prend facilement sa place dans le onze de départ, devenant l'un des joueurs les plus importants lors de l'Apertura 2015 .
Lors de la seconde saison avec le limogeage de Ricardo Lunari et l'arrivée de Rubén Israel , Machado est contraint d'effectuer des tâches plus défensives, et se voit peu à peu remplacé par Luis Mosquera. Le 10 décembre, son contrat est renouvelé pour trois ans avec le club. Il inscrit son premier but en tant que professionnel le 31 janvier pour l'Apertura 2016 lors d'une victoire 3-0 contre le Patriotas Boyacá en plus de faire une passe décisive. Au cours de ce tournoi, Machado retrouve son niveau et regagne sa place de titulaire qu'il avait précédemment perdue face à Héctor Quiñones.
Plus tard, avec l'arrivée de Diego Cocca sur le banc, Machado a de nouveau plus de liberté offensivement et se retrouve à une place d'ailier gauche. Il terminera l'année 2016 avec une belle performance. Le 1er février 2017, il fait ses débuts en Copa Libertadores , perdant le match aller de la première phase sur le score de 1-0 face au club brésilien de l'Athletico Paranaense. Il marquera à nouveau un but le 12 février lors d'une victoire 3-0 contre l'Atlético Bucaramanga.
C'est au sein de ce club que Machado découvre le poste de piston gauche.

#### La Gantoise
Initialement sollicité par le Deportivo Alavés, ce transfert ne se concrétise pas et Machado rejoint le KAA La Gantoise pour quatre ans contre une indemnité de 2 millions d'euros en 2017,, Millonarios conservant 20% des droits du joueur. Le début de saison du club ne répond pas aux attentes et l'entraîneur Hein Vanhaezebrouck est remplacé par Yves Vanderhaeghe qui change le système tactique et essaie Machado au poste d'ailier gauche, ce qui ne se révèle pas concluant. Isolé dans le vestiaire et dans sa vie privée, Machado se blesse à une cuisse en début d'année 2018. Devant ce constat d'échec, La Gantoise le prête alors à l'Atlético Nacional où il reste jusqu'en juin 2019.
De retour en Belgique en 2019-2020, il participe aux entraînements mais n'est jamais convoqué pour une rencontre avec La Gantoise lors de cette saison perturbée par la pandémie de Covid-19.

#### Toulouse FC
Le 25 août 2020, Machado, libre de tout contrat, signe au Toulouse FC alors en Ligue 2 et devient le quatrième Colombien à porter le maillot violet dans l'histoire du club,. 
Quatre jours plus tard, il est titularisé par Patrice Garande lors de la deuxième journée de Ligue 2 contre Grenoble. Le Colombien délivre une passe décisive à Vakoun Issouf Bayo mais Toulouse s'incline 5-3. Il inscrivit son premier but sous les couleurs toulousaines le 15 février 2021 en Ligue 2 contre l'AC Ajaccio au Stadium de Toulouse, le club de la Garonne s'imposera 3-0. Il récidive le 27 mai 2021 contre le FC Nantes, rencontre comptant pour les barrages d'accession à la Ligue 1. 

#### RC Lens
Le 2 juillet 2021, après une saison réussie au Toulouse FC, il signe un contrat de trois ans au Racing Club de Lens pour 1,8 million d'euros. Il dispute son premier match sous les couleurs artésiennes le 8 août 2021 lors d'un match de Ligue 1 opposant le Racing au Stade rennais. La rencontre se solde par un score nul de 1-1.
Machado inscrit son premier but en Ligue 1, le 20 août 2022 lors d'une victoire des sang et or 4-1 contre l'AS Monaco au Stade Louis-II. Le 31 janvier 2023, le RC Lens annonce l'extension du contrat de Machado jusqu'en juin 2026. Il marque successivement deux buts le 12 et le 19 février 2023 contre l'Olympique lyonnais (défaite 1-2) et le FC Nantes (victoire 3-1) et est vice-champion de France en fin de saison.
Il marque coup sur coup contre Brest (défaite 3-2) lors de la 1re journée puis contre Rennes la suivante (nul 1-1) en ouverture de la saison 2023-2024. Lors de cette saison qui le voit découvrir la Ligue des champions, il est gêné aux adducteurs pendant plusieurs semaines. Opéré en décembre pour traiter cette blessure, il est absent de toute compétition pendant deux mois.
Le 26 janvier 2025, il fête sa 100e apparition sous le maillot lensois lors d'un match de Ligue 1 face au Angers SCO. 

### Carrière internationale
Deiver Machado participe avec la sélection colombienne aux Jeux olympiques d'été de 2016. Il joue trois matchs lors du tournoi olympique : contre la Suède, le Japon, et le Nigeria.
Il connait sa première sélection avec la Colombie, le 12 septembre 2018 lors d'un match amical face à l'Argentine de Mauro Icardi, le match se soldera par un score nul et vierge de 0-0. Quatre ans après sa dernière sélection face au Japon, le 22 mars 2022, il est convoqué par Néstor Lorenzo pour rejoindre le groupe colombien récompensant de ses bons matchs avec le RC Lens. Titulaire et décisif, il distribuera une passe décisive.
Convoqué pour le rassemblement de novembre 2023 qui concerne les éliminatoires de la Coupe du monde 2026, Machado dispute la première mi-temps du match victorieux 2-1 contre le Brésil le 16 novembre avant, blessé, d'être remplacé par Cristian Borja. Il quitte la sélection après ce match et n'est donc pas présent cinq jours plus tard pour le match contre le Paraguay,.
En mai 2024, il fait partie d'une liste de 28 joueurs convoqués par Néstor Lorenzo en vue de la Copa América 2024.

### En sélection
Avec la Colombie, Machado est finaliste de la Copa América en 2024.

## Statistiques
| Saison                | Club                  | Championnat           | Championnat | Championnat | Championnat | Coupe(s) nationale(s) | Coupe(s) nationale(s) | Coupe(s) nationale(s) | Compétition(s) continentale(s) | Compétition(s) continentale(s) | Compétition(s) continentale(s) | Compétition(s) continentale(s) | Séries | Séries | Séries | Total | Total | Total |
| Saison                | Club                  | Division              | M.          | B.          | P.d.        | M.                    | B.                    | P.d.                  | Comp.                          | M.                             | B.                             | P.d.                           | M.     | B.     | P.d.   | M.    | B.    | P.d.  |
| 2013                  | Atlético Nacional     | Primera A             | 2           | 0           | 0           | -                     | -                     | -                     | -                              | -                              | -                              | -                              | -      | -      | -      | 2     | 0     | 0     |
| 2014                  | Alianza Petrolera     | Primera A             | 19          | 0           | 1           | 4                     | 0                     | 0                     | -                              | -                              | -                              | -                              | -      | -      | -      | 23    | 0     | 1     |
| 2015                  | Millonarios FC        | Primera A             | 32          | 0           | 2           | 2                     | 0                     | 0                     | -                              | -                              | -                              | -                              | -      | -      | -      | 34    | 0     | 2     |
| 2016                  | Millonarios FC        | Primera A             | 25          | 2           | 2           | 2                     | 0                     | 0                     | -                              | -                              | -                              | -                              | 4      | 0      | 2      | 31    | 2     | 4     |
| 2017                  | Millonarios FC        | Primera A             | 20          | 2           | 3           | -                     | -                     | -                     | CL                             | 2                              | 0                              | 0                              | 4      | 0      | 0      | 26    | 2     | 3     |
| Sous-total            | Sous-total            | Sous-total            | 77          | 4           | 7           | 4                     | 0                     | 0                     | -                              | 2                              | 0                              | 0                              | 8      | 0      | 2      | 91    | 4     | 9     |
| 2017-2018             | KAA La Gantoise       | Division 1A           | 12          | 0           | 1           | 3                     | 0                     | 1                     | C3                             | -                              | -                              | -                              | -      | -      | -      | 15    | 0     | 2     |
| 2018                  | Atlético Nacional     | Primera A             | 14          | 0           | 1           | 4                     | 0                     | 0                     | CL                             | 2                              | 0                              | 0                              | -      | -      | -      | 20    | 0     | 1     |
| 2019                  | Atlético Nacional     | Primera A             | 13          | 0           | 0           | -                     | -                     | -                     | CL+CS                          | 4+2                            | 0                              | 1                              | 6      | 0      | 0      | 25    | 0     | 1     |
| Sous-total            | Sous-total            | Sous-total            | 27          | 0           | 1           | 4                     | 0                     | 0                     | -                              | 8                              | 0                              | 1                              | 6      | 0      | 0      | 45    | 0     | 2     |
| 2020-2021             | Toulouse FC           | Ligue 2               | 32          | 1           | 5           | -                     | -                     | -                     | -                              | -                              | -                              | -                              | 3      | 1      | 1      | 35    | 2     | 6     |
| 2021-2022             | RC Lens               | Ligue 1               | 22          | 0           | 1           | -                     | -                     | -                     | -                              | -                              | -                              | -                              | -      | -      | -      | 22    | 0     | 1     |
| 2022-2023             | RC Lens               | Ligue 1               | 33          | 4           | 3           | 3                     | 0                     | 0                     | -                              | -                              | -                              | -                              | -      | -      | -      | 36    | 4     | 3     |
| 2023-2024             | RC Lens               | Ligue 1               | 19          | 4           | 0           | -                     | -                     | -                     | C1                             | 5                              | 0                              | 0                              | -      | -      | -      | 24    | 4     | 0     |
| 2024-2025             | RC Lens               | Ligue 1               | 27          | 1           | 4           | 1                     | 0                     | 0                     | C4                             | 2                              | 0                              | 0                              | -      | -      | -      | 30    | 1     | 4     |
| 2025-2026             | RC Lens               | Ligue 1               | 1           | 0           | 0           | -                     | -                     | -                     | -                              | -                              | -                              | -                              | -      | -      | -      | 1     | 0     | 0     |
| Sous-total            | Sous-total            | Sous-total            | 102         | 9           | 8           | 4                     | 0                     | 0                     | -                              | 7                              | 0                              | 0                              | -      | -      | -      | 113   | 9     | 8     |
| Total sur la carrière | Total sur la carrière | Total sur la carrière | 271         | 14          | 23          | 19                    | 0                     | 1                     | -                              | 17                             | 0                              | 1                              | 17     | 1      | 3      | 324   | 15    | 28    |

### Liste des matchs internationaux
| Saison                | Sélection             | Phases finales        | Phases finales | Phases finales | Phases finales | Éliminatoires CDM | Éliminatoires CDM | Éliminatoires CDM | Matchs amicaux | Matchs amicaux | Matchs amicaux | Total | Total | Total |
| Saison                | Sélection             | Compétition           | M              | B              | Pd             | M                 | B                 | Pd                | M              | B              | Pd             | M     | B     | Pd    |
| --------------------- | --------------------- | --------------------- | -------------- | -------------- | -------------- | ----------------- | ----------------- | ----------------- | -------------- | -------------- | -------------- | ----- | ----- | ----- |
| 2018-2019             | Colombie              | -                     | -              | -              | -              | -                 | -                 | -                 | 3              | 0              | 0              | 3     | 0     | 0     |
| 2022-2023             | Colombie              | -                     | -              | -              | -              | -                 | -                 | -                 | 2              | 0              | 1              | 2     | 0     | 1     |
| 2023-2024             | Colombie              | Copa América 2024     | 1              | 0              | 0              | 4                 | 0                 | 0                 | 1              | 0              | 1              | 6     | 0     | 1     |
| 2024-2025             | Colombie              | -                     | -              | -              | -              | 1                 | 0                 | 0                 | -              | -              | -              | 1     | 0     | 0     |
| Total sur la carrière | Total sur la carrière | Total sur la carrière | 1              | 0              | 0              | 5                 | 0                 | 0                 | 6              | 0              | 2              | 12    | 0     | 2     |

## Palmarès

### En club
Avec l'Atlético Nacional, Deiver Machado remporte le Championnat de Clôture de Colombie en 2013 et la Coupe de Colombie en 2018.
Avec le Racing Club de Lens, il est vice-champion de France en 2023.

### En sélection
Avec la sélection colombienne, il participe à la Copa América en 2024 et atteint la finale.
| Atlético Nacional (2)                                                                 | RC Lens                            | Equipe de Colombie                 |
| ------------------------------------------------------------------------------------- | ---------------------------------- | ---------------------------------- |
| - Championnat de Colombie - Champion : 2013. - Coupe de Colombie - Vainqueur en 2018. | - Ligue 1 - Vice-Champion en 2023. | - Copa América - Finaliste en 2024 |